# Silenzio amministrativo
Il silenzio è un comportamento omissivo dell’amministrazione di fronte all’obbligo di provvedere, ossia di concludere il procedimento con l’adozione di un provvedimento espresso entro un termine prestabilito.
Tale istituto è regolato dalla legge 7 agosto 1990, n. 241.

## Obbligo di provvedere e termine per provvedere
La disciplina sul silenzio nasce in risposta a una condotta patologica della pubblica amministrazione. L’art. 2, comma 1, legge n. 241/1990 prescrive infatti in capo alle amministrazioni l’obbligo di concludere il procedimento mediante l’adozione di un provvedimento espresso entro un termine che, se non diversamente puntualizzato da leggi speciali o regolamenti delle singole amministrazioni, corrisponde a 30 giorni dalla data di avvio del procedimento stesso (commi 2, 3, 4 e 5). 
È discussa la natura perentoria o ordinatoria del termine per provvedere: secondo l’orientamento giurisprudenziale largamente prevalente, tale termine è ordinatorio, dunque la pubblica amministrazione conserverebbe il potere di provvedere anche dopo la sua scadenza e l’eventuale provvedimento tardivo dovrà considerarsi legittimo ed efficace. 

## Il silenzio inadempimento
L’inerzia dell’amministrazione che si traduce nella violazione dell’obbligo di provvedere è una figura patologica lesiva tanto dell’interesse del privato proponente, quanto dell’interesse pubblico la cui cura è affidata alla pubblica amministrazione e il cui soddisfacimento non può che passare da un’azione amministrativa tempestiva.

## Rimedi al silenzio inadempimento
Al fine di garantire la tutela degli interessi pubblici e privati che possono altrimenti essere incisi dalla mancata tempestività dell’azione amministrativa, la legge n. 241/1990 non solo ha introdotto i silenzi significativi quali rimedi “preventivi” (cfr. par. 5), ma agli artt. 2 e 2-bis ha predisposto una serie di rimedi successivi, distinguibili in: sostitutivi, sanzionatori-disciplinari, indennitari e risarcitori.

### Il potere sostitutivo e il potere sanzionatorio-disciplinare
Innanzitutto, in caso di inerzia la legge consente al cittadino interessato di presentare un’apposita domanda a un soggetto, individuato tra le figure apicali dell’amministrazione destinataria dell’istanza originaria, riconosciuto come titolare del “potere sostitutivo”, affinché dunque intervenga e concluda il procedimento al posto dell’organo competente (art. 2, comma 9-bis). Tale soggetto dovrà completare l’iter entro un termine non superiore alla metà di quello originariamente fissato per il procedimento non concluso (art. 2, comma 9-ter). 
Quale ulteriore strumento interno, capace di prevenire ma anche di sanzionare l’inerzia, il comma 9 dell’art. 2 prevede che l’omissione o il ritardo nell’emanazione del provvedimento rilevino negativamente nell’ambito della valutazione della performance individuale del dirigente o del funzionario inadempiente, nonché possa dare luogo a una loro responsabilità disciplinare e contabile. 

### Ricorso avverso l'inadempimento
Lo scadere del termine previsto per la conclusione del procedimento, senza che si ricada in un’ipotesi di silenzio significativo, legittima l’interessato a presentare davanti al giudice amministrativo la c.d. azione avverso il silenzio inadempimento, ammissibile fintanto che persiste l’inerzia amministrativa, ma comunque non oltre il limite massimo di un anno dalla scadenza del termine per provvedere. 
Si tratta di un ricorso in sede giurisdizionale volto a ottenere l’accertamento della violazione dell’obbligo di provvedere e, conseguentemente, la condanna dell’amministrazione a pronunciarsi sull’istanza originariamente presentata, entro un termine, di norma, non superiore a trenta giorni dalla decisione del giudice adottata con sentenza semplificata. Qualora il potere di cui è titolare l’amministrazione sia un potere vincolato (o comunque non residuano ulteriori margini di esercizio della discrezionalità e non sono necessari adempimenti istruttori), il giudice non solo condannerà a provvedere, ma potrà pronunciarsi sulla fondatezza della domanda, ordinando all’amministrazione di rilasciare un provvedimento con un dato dispositivo (artt. 31 e 117 d.lgs. 2 luglio 2010, n. 104).
L’azione avverso il silenzio è indubbiamente lo strumento più efficace per garantire l’esercizio espresso del potere amministrativo – nelle more del giudizio, o a sua conclusione – ma ha lo svantaggio di aggiungere i tempi processuali a quelli procedimentali già scaduti, senza comunque poter garantire una condanna all’accoglimento dell’istanza privata (salvo i casi di potere vincolato). 

### I rimedi risarcitori e indennitari
L’articolo 2-bis legge n. 241/1990, introdotto dalla legge 18 giugno 2009, n. 69, disciplina il risarcimento dei danni derivanti dal ritardo e prevede un indennizzo automatico per il mero ritardo. 
In particolare, il comma 1 dell’articolo stabilisce che la pubblica amministrazione ed i privati preposti all’esercizio di un’attività amministrativa sono tenuti a risarcire il danno ingiusto derivante dalla violazione, dolosa o colposa, dei termini fissati per la conclusione del procedimento, qualora naturalmente sussista un nesso di causalità tra quest’ultima e la lesione subita, in conformità alle previsioni dell’art. 2043 c.c. D’altra parte, l’ingiustizia del danno pare configurabile solo in presenza di una pretesa privata fondata, ossia qualora il provvedimento favorevole sia stato effettivamente adottato (seppur tardivamente), oppure qualora la fondatezza risulti in base a un giudizio prognostico svolto in sede di giudizio.
Ai fini del riconoscimento dell’indennizzo per il mero ritardo (comma 1-bis), invece, è sufficiente dimostrare il superamento dei termini dell’azione amministrativa, senza che sia necessaria la prova degli elementi costitutivi la responsabilità aquiliana, introducendo dunque un ristoro forfettario per la condizione di incertezza cui si è costretto il privato e riconoscendo così il valore del tempo come risorsa fondamentale per le attività degli amministrati. Ad oggi, tuttavia, il legislatore non ha ancora dettato le condizioni e le modalità per ottenere l’indennizzo per il mero ritardo.

## Il silenzio significativo
Il silenzio significativo corrisponde ad un’inerzia della pubblica amministrazione i cui effetti sono equiparati dalla legge a quelli prodotti dall’adozione di un provvedimento espresso; si configura dunque come una modalità legale di definizione del procedimento, operante in specifici casi indicati dalla legge.
Se il silenzio significativo determina un accoglimento della domanda, si configura la fattispecie del silenzio-assenso; contrariamente, qualora il silenzio significativo determini un rigetto della domanda, si verifica la fattispecie del silenzio-diniego.

### Il silenzio-assenso
L’istituto del silenzio-assenso trova fondamento nell’art. 20 della legge n. 241/1990, il quale, al primo comma, ne riconosce la portata “generale”, sancendo come esso operi nei procedimenti ad istanza di parte per il rilascio di provvedimenti amministrativi, a meno che la medesima amministrazione, entro il termine di conclusione del procedimento, comunichi all’interessato un provvedimento di diniego, oppure convochi una conferenza di servizi, oppure non ricorra un’ipotesi di silenzio diniego.
Il silenzio assenso è escluso per i procedimenti che coinvolgono interessi c.d. sensibili (ambiente, patrimonio culturale e paesaggistico, difesa nazionale, pubblica sicurezza, salute, immigrazione), nonché nei casi in cui la disciplina dell’Unione europea imponga l’adozione di provvedimenti espressi e per procedimenti individuati con decreti del Presidente del Consiglio, su proposta del Ministro per la funzione pubblica, di concerto con i Ministri competenti (art. 20, comma 4).
Si è già detto che il silenzio-assenso, quale silenzio significativo, ha valore provvedimentale, producendo effetti analoghi a un esercizio espresso di potere. Da un lato, ciò permette la sua impugnabilità innanzi al giudice amministrativo da parte del terzo controinteressato. Dall’altro, ai sensi del comma 3 dell’art. 20 legge n. 241/1990, una volta che si è formato il silenzio-assenso l’amministrazione può assumere determinazioni in via di autotutela, con la conseguenza che il provvedimento implicito può essere oggetto di annullamento d’ufficio e revoca da parte dell’amministrazione.
In ogni caso, la peculiare modalità di conclusione del procedimento rappresentata dal silenzio-assenso ha sollevato un dibattito sulle condizioni necessarie per la relativa formazione. A seguito delle modifiche introdotte dalla legge 7 agosto 2015, n. 124, appare ragionevole l’orientamento della giurisprudenza secondo cui il silenzio assenso si forma a seguito del decorso del termine stabilito dalla legge, a condizione che l’istanza sia completa della documentazione prescritta e sia idonea ad avviare il procedimento, in quanto l’amministrazione deve essere posta nella condizione di verificare la sussistenza di tutti i presupposti legali per il rilascio del provvedimento richiesto. Ciò evidenzia come il silenzio-assenso non presupponga la semplice non considerazione dell’istanza privata da parte del soggetto pubblico, non implicando così alcuna deroga al potere-dovere dell’amministrazione di curare gli interessi della collettività nel rispetto dei principi fondamentali sanciti dall’art. 97 della Costituzione (buon andamento e imparzialità). I requisiti formali dell’istanza, la cui mancanza determinerebbe quindi la non formazione del silenzio assenso, si distinguono poi dai requisiti sostanziali della pretesa privata, la cui assenza non impedirebbe la formazione del silenzio significativo, ma causerebbe l’illegittimità degli effetti da esso prodotti per contrasto con le norme che disciplinano l’attività oggetto dell’istanza. 
D’altra parte, per quanto il silenzio assenso sia dotato di innegabile portata semplificatoria, volta a risolvere sin dall’origine i problemi di un’amministrazione inerte, risulta comunque caratterizzato da un’incertezza genetica, in quanto la mancanza di un provvedimento espresso rischia di esporre il privato a continue contestazioni. 
Al fine di superare tale situazione, in chiave appunto di garanzia della certezza dei rapporti giuridici e di tutela dell’affidamento del privato, si è assistito – con l’intervento della legge 29 luglio 2021, n. 108 – ad una generalizzazione di un meccanismo previsto originariamente in materia edilizia, ossia il rilascio da parte dell’amministrazione di un’attestazione che dimostri l’avvenuta formazione del silenzio assenso (art. 20, comma 2-bis, legge n. 241/1990).
In questo senso l’amministrazione è tenuta, su richiesta del privato, a rilasciare in via telematica un’attestazione circa il decorso dei termini del procedimento e pertanto dell’intervenuto accoglimento implicito della domanda. Trascorsi inutilmente dieci giorni dalla richiesta di rilascio, l’attestazione dell’amministrazione è sostituita da una autocertificazione del privato. L’esistenza di un siffatto meccanismo deriva quindi dall’esigenza, per il privato e per i soggetti terzi con cui quest’ultimo si rapporta, di un documento che attesti il possesso di un titolo abilitativo (ad esempio, un titolo che legittimi la realizzazione di un’opera edilizia, utile per richiedere un prestito bancario volto a finanziarla), dal momento che i terzi non sono disposti ad accollarsi il rischio dell’incertezza che il silenzio-assenso porta con sé. Tuttavia, l’intervento rimediale del 2021 non può considerarsi pienamente efficace e privo di difetti: da un lato, il privato che non ottiene risposta entro termini procedimentali deve presentare un’ulteriore domanda per ottenere un documento che certifichi la formazione del silenzio assenso, di fatto allungando ulteriormente i tempi di attesa; dall’altro, se l’amministrazione non risponde nemmeno a questa seconda domanda, l’amministrato risulta costretto a procedere tramite autocertificazione, documento non necessariamente capace garantire certezza nei rapporti interprivati, stante la sua provenienza dal medesimo soggetto che ne vuole sfruttare gli effetti. 

### Il silenzio-diniego
Il silenzio-diniego si configura come la situazione di inerzia dell’amministrazione che comporta il rigetto dell’istanza mossa dal proponente. I casi in cui il silenzio della pubblica amministrazione assume le vesti di silenzio-diniego sono tassativamente previsti per legge. 
Le fattispecie ad esso riconducibili sono tuttavia esigue. L’ipotesi più importante ipotesi è quella relativa alla disciplina dell’accesso ai documenti amministrativi, ove il silenzio è da intendersi come rifiuto se il termine di 30 giorni dalla presentazione dell’istanza è decorso senza che l’amministrazione si sia pronunciata sull’ostensione documentale (art. 25, comma 4, legge n. 241/1990). 
Analogamente al silenzio assenso, la formazione del silenzio-diniego – producendo effetti equivalenti al non accoglimento espresso della domanda privata – può essere oggetto di impugnazione da parte dell’interessato, tanto innanzi al giudice, quanto attivando gli appositi ricorsi amministrativi.